# Елена Варці
Елена Варці (італ. Elena Varzi; *21 грудня 1926, Рим — 1 вересня 2014) — італійська акторка.

## Біографія
У 1949 році дебютувала в кіно, зігравши головну роль у фільмі «Весна». У 1950 році знялася у фільмі «Дорога надії», роль Барбари — найкраща роль у творчій біографії актриси. На зйомках цього фільму познайомилася з актором Рафом Валлоне і незабаром стала його дружиною. В середині 50-их років пішла з акторської професії, воліючи сім'ю кар'єрі.

## Фільмографія
- È primavera (1949)
- Il cammino della speranza (1950)
- Il Cristo proibito (1951)
- Roma ore 11 (1952)
- Uomini senza pace (1952)
- Delirio (1952)
- Gli eroi della domenica (1953)
- Siluri umani (1954)
- Toni (1999)